# Agarista niederleinii
Agarista niederleinii är en ljungväxtart som först beskrevs av Hermann Sleumer, och fick sitt nu gällande namn av W.S. Judd. Agarista niederleinii ingår i släktet Agarista och familjen ljungväxter. Utöver nominatformen finns också underarten A. n. acutifolia.